# Заполяк
45°03′ пн. ш. 15°43′ сх. д. / 45.05° пн. ш. 15.72° сх. д.
Заполяк (хорв. Zapoljak) — населений пункт у Хорватії, у Карловацькій жупанії у складі міста Слунь.

## Населення
Населення за даними перепису 2011 року становило 8 осіб.
Динаміка чисельності населення поселення: